# Interlands Engels voetbalelftal 2000-2009
Deze pagina toont een chronologisch en gedetailleerd overzicht van de interlands die het Engels voetbalelftal speelde in de periode 2000 – 2009.

## Interlands

### 2000
|                                                                  |          |       |            |                                                                                |
| 23 februari Vriendschappelijk № 765 «onderlinge duels» 20:00 uur | Engeland | 0 – 0 | Argentinië | Wembley Stadium, Londen Toeschouwers: 74.008 Scheidsrechter: Markus Merk (GER) |
| 23 februari Vriendschappelijk № 765 «onderlinge duels» 20:00 uur |          |       |            | Wembley Stadium, Londen Toeschouwers: 74.008 Scheidsrechter: Markus Merk (GER) |

|                                                             |                  |       |            |                                                                                   |
| 27 mei Vriendschappelijk № 766 «onderlinge duels» 15:30 uur | Engeland         | 1 – 1 | Brazilië   | Wembley Stadium, Londen Toeschouwers: 73.956 Scheidsrechter: Ryszard Wójcik (POL) |
| 27 mei Vriendschappelijk № 766 «onderlinge duels» 15:30 uur | Michael Owen 39' |       | 45' França | Wembley Stadium, Londen Toeschouwers: 73.956 Scheidsrechter: Ryszard Wójcik (POL) |

|                                                             |                                  |       |          |                                                                                 |
| 31 mei Vriendschappelijk № 767 «onderlinge duels» 20:00 uur | Engeland                         | 2 – 0 | Oekraïne | Wembley Stadium, Londen Toeschouwers: 55.965 Scheidsrechter: Ľuboš Micheľ (SVK) |
| 31 mei Vriendschappelijk № 767 «onderlinge duels» 20:00 uur | Robbie Fowler 45' Tony Adams 68' |       |          | Wembley Stadium, Londen Toeschouwers: 55.965 Scheidsrechter: Ľuboš Micheľ (SVK) |

|                                                             |                           |       |                                   |                                                                                       |
| 3 juni Vriendschappelijk № 768 «onderlinge duels» 16:00 uur | Malta                     | 1 – 2 | Engeland                          | Ta' Qali Stadium, Ta' Qali Toeschouwers: 10.023 Scheidsrechter: Stefano Braschi (ITA) |
| 3 juni Vriendschappelijk № 768 «onderlinge duels» 16:00 uur | Richard Wright 29' (e.d.) |       | 22' Martin Keown 74' Emile Heskey | Ta' Qali Stadium, Ta' Qali Toeschouwers: 10.023 Scheidsrechter: Stefano Braschi (ITA) |

| EK voetbal 2000 |
| --------------- |

|                                                              |                                             |           |                                     |                                                                                    |
| 12 juni Euro 2000 Groep A № 769 «onderlinge duels» 20:45 uur | Portugal                                    | 3 – 2     | Engeland                            | Philips Stadion, Eindhoven Toeschouwers: 33.000 Scheidsrechter: Anders Frisk (SWE) |
| 12 juni Euro 2000 Groep A № 769 «onderlinge duels» 20:45 uur | Luís Figo 22' João Pinto 37' Nuno Gomes 59' | (details) | 3' Paul Scholes 18' Steve McManaman | Philips Stadion, Eindhoven Toeschouwers: 33.000 Scheidsrechter: Anders Frisk (SWE) |

|                                                              |                  |           |           | |
| 17 juni Euro 2000 Groep A № 770 «onderlinge duels» 20:45 uur | Engeland         | 1 – 0     | Duitsland | Stade du Pays de Charleroi, Charleroi Toeschouwers: 27.700 Scheidsrechter: Pierluigi Collina (ITA) |
| 17 juni Euro 2000 Groep A № 770 «onderlinge duels» 20:45 uur | Alan Shearer 53' | (details) |           | Stade du Pays de Charleroi, Charleroi Toeschouwers: 27.700 Scheidsrechter: Pierluigi Collina (ITA) |

|                                                              |                                          |           |                                                               |                                                                                            |
| 20 juni Euro 2000 Groep A № 771 «onderlinge duels» 20:45 uur | Engeland                                 | 2 – 3     | Roemenië                                                      | Stade du Pays de Charleroi, Charleroi Toeschouwers: 27.000 Scheidsrechter: Urs Meier (SUI) |
| 20 juni Euro 2000 Groep A № 771 «onderlinge duels» 20:45 uur | Alan Shearer 41' (pen.) Michael Owen 45' | (details) | 22' Cristian Chivu 48' Dorinel Munteanu 89' (pen.) Ioan Ganea | Stade du Pays de Charleroi, Charleroi Toeschouwers: 27.000 Scheidsrechter: Urs Meier (SUI) |

|  |  |  |  |  |  |  |  |  |

|                                                        |                    |       |                  |                                                                                    |
| 2 september Vriendschappelijk № 772 «onderlinge duels» | Frankrijk          | 1 – 1 | Engeland         | Stade de France, Parijs Toeschouwers: 76.318 Scheidsrechter: Juan Ansuategui (ESP) |
| 2 september Vriendschappelijk № 772 «onderlinge duels» | Emmanuel Petit 64' |       | 86' Michael Owen | Stade de France, Parijs Toeschouwers: 76.318 Scheidsrechter: Juan Ansuategui (ESP) |

|                                                              |          |                    |           |                                                                                    |
| 7 oktober WK-kwalificatie № 773 «onderlinge duels» 15:00 uur | Engeland | 0 – 1              | Duitsland | Wembley Stadium, Londen Toeschouwers: 76.377 Scheidsrechter: Stefano Braschi (ITA) |
| 7 oktober WK-kwalificatie № 773 «onderlinge duels» 15:00 uur |          | 14' Dietmar Hamann |           | Wembley Stadium, Londen Toeschouwers: 76.377 Scheidsrechter: Stefano Braschi (ITA) |

|                                                               |         |       |          |                                                                                |
| 11 oktober WK-kwalificatie № 774 «onderlinge duels» 19:00 uur | Finland | 0 – 0 | Engeland | Olympiastadion, Helsinki Toeschouwers: 26.310 Scheidsrechter: Alain Sars (FRA) |
| 11 oktober WK-kwalificatie № 774 «onderlinge duels» 19:00 uur |         |       |          | Olympiastadion, Helsinki Toeschouwers: 26.310 Scheidsrechter: Alain Sars (FRA) |

|                                                                  |                     |       |          |                                                                                  |
| 15 november Vriendschappelijk № 775 «onderlinge duels» 20:45 uur | Italië              | 1 – 0 | Engeland | Stadio delle Alpi, Turijn Toeschouwers: 22.714 Scheidsrechter: Sándor Puhl (HUN) |
| 15 november Vriendschappelijk № 775 «onderlinge duels» 20:45 uur | Gennaro Gattuso 57' |       |          | Stadio delle Alpi, Turijn Toeschouwers: 22.714 Scheidsrechter: Sándor Puhl (HUN) |

### 2001
|                                                                  |                                                 |       |        |                                                                                  |
| 28 februari Vriendschappelijk № 776 «onderlinge duels» 20:00 uur | Engeland                                        | 3 – 0 | Spanje | Villa Park, Birmingham Toeschouwers: 42.129 Scheidsrechter: Kyros Vassaras (GRE) |
| 28 februari Vriendschappelijk № 776 «onderlinge duels» 20:00 uur | Nick Barmby 38' Emile Heskey 56' Ugo Ehiogu 70' |       |        | Villa Park, Birmingham Toeschouwers: 42.129 Scheidsrechter: Kyros Vassaras (GRE) |

|                                                             |                                    |       |                    |                                                                                    |
| 24 maart WK-kwalificatie № 777 «onderlinge duels» 15:00 uur | Engeland                           | 2 – 1 | Finland            | Anfield Road, Liverpool Toeschouwers: 44.262 Scheidsrechter: Valentin Ivanov (RUS) |
| 24 maart WK-kwalificatie № 777 «onderlinge duels» 15:00 uur | Michael Owen 44' David Beckham 50' |       | 26' Aki Riihilahti | Anfield Road, Liverpool Toeschouwers: 44.262 Scheidsrechter: Valentin Ivanov (RUS) |

|                                                             |                     |       |                                                   |                                                                                   |
| 28 maart WK-kwalificatie № 778 «onderlinge duels» 20:30 uur | Albanië             | 1 – 3 | Engeland                                          | Qemal Stafastadion, Tirana Toeschouwers: 19.500 Scheidsrechter: Alain Hamer (LUX) |
| 28 maart WK-kwalificatie № 778 «onderlinge duels» 20:30 uur | Altin Rraklli 90+3' |       | 73' Michael Owen 85' Paul Scholes 90+5' Andy Cole | Qemal Stafastadion, Tirana Toeschouwers: 19.500 Scheidsrechter: Alain Hamer (LUX) |

|                                                             |                                                                          |       |        |                                                                                      |
| 25 mei Vriendschappelijk № 779 «onderlinge duels» 20:00 uur | Engeland                                                                 | 4 – 0 | Mexico | Pride Park Stadium, Derby Toeschouwers: 33.597 Scheidsrechter: Lucilio Batista (POR) |
| 25 mei Vriendschappelijk № 779 «onderlinge duels» 20:00 uur | Paul Scholes 3' Robbie Fowler 14' David Beckham 30' Teddy Sheringham 75' |       |        | Pride Park Stadium, Derby Toeschouwers: 33.597 Scheidsrechter: Lucilio Batista (POR) |

|                                                           |             |                                    |          |                                                                                       |
| 6 juni WK-kwalificatie № 780 «onderlinge duels» 21:45 uur | Griekenland | 0 – 2                              | Engeland | Stadion Panathinaiko, Athene Toeschouwers: 45.000 Scheidsrechter: Rune Pedersen (NOR) |
| 6 juni WK-kwalificatie № 780 «onderlinge duels» 21:45 uur |             | 64' Paul Scholes 87' David Beckham |          | Stadion Panathinaiko, Athene Toeschouwers: 45.000 Scheidsrechter: Rune Pedersen (NOR) |

|                                                                  |          |                                              |           |                                                                                 |
| 15 augustus Vriendschappelijk № 781 «onderlinge duels» 20:15 uur | Engeland | 0 – 2                                        | Nederland | White Hart Lane, Londen Toeschouwers: 35.238 Scheidsrechter: Anders Frisk (SWE) |
| 15 augustus Vriendschappelijk № 781 «onderlinge duels» 20:15 uur |          | 38' Mark van Bommel 39' Ruud van Nistelrooij |           | White Hart Lane, Londen Toeschouwers: 35.238 Scheidsrechter: Anders Frisk (SWE) |

|                                                                |                    |       |                                                                                        |                                                                                   |
| 1 september WK-kwalificatie № 782 «onderlinge duels» 19:30 uur | Duitsland          | 1 – 5 | Engeland                                                                               | Olympiastadion, München Toeschouwers: 63.000 Scheidsrechter: Pietro Collina (ITA) |
| 1 september WK-kwalificatie № 782 «onderlinge duels» 19:30 uur | Carsten Jancker 6' |       | 12' Michael Owen 45' Steven Gerrard 49' Michael Owen 66' Michael Owen 74' Emile Heskey | Olympiastadion, München Toeschouwers: 63.000 Scheidsrechter: Pietro Collina (ITA) |

|                                                                |                                    |       |         |                                                                                              |
| 5 september WK-kwalificatie № 783 «onderlinge duels» 20:00 uur | Engeland                           | 2 – 0 | Albanië | St. James' Park, Newcastle Toeschouwers: 51.046 Scheidsrechter: Juan Antonio Fernández (ESP) |
| 5 september WK-kwalificatie № 783 «onderlinge duels» 20:00 uur | Michael Owen 44' Robbie Fowler 88' |       |         | St. James' Park, Newcastle Toeschouwers: 51.046 Scheidsrechter: Juan Antonio Fernández (ESP) |

|                                                              |                                          |       |                                             |                                                                              |
| 6 oktober WK-kwalificatie № 784 «onderlinge duels» 15:00 uur | Engeland                                 | 2 – 2 | Griekenland                                 | Old Trafford, Manchester Toeschouwers: 66.090 Scheidsrechter: Dick Jol (NED) |
| 6 oktober WK-kwalificatie № 784 «onderlinge duels» 15:00 uur | Teddy Sheringham 68' David Beckham 90+2' |       | 36' Angelos Charisteas 69' Demis Nikolaidis | Old Trafford, Manchester Toeschouwers: 66.090 Scheidsrechter: Dick Jol (NED) |

|                                                                  |                          |       |                |                                                                                    |
| 10 november Vriendschappelijk № 785 «onderlinge duels» 15:00 uur | Engeland                 | 1 – 1 | Zweden         | Old Trafford, Manchester Toeschouwers: 64.413 Scheidsrechter: Claude Colombo (FRA) |
| 10 november Vriendschappelijk № 785 «onderlinge duels» 15:00 uur | David Beckham 28' (pen.) |       | 44' Håkan Mild | Old Trafford, Manchester Toeschouwers: 64.413 Scheidsrechter: Claude Colombo (FRA) |

### 2002
|                                                                  |                      |       |                    |                                                                                       |
| 13 februari Vriendschappelijk № 786 «onderlinge duels» 20:30 uur | Nederland            | 1 – 1 | Engeland           | Amsterdam Arena, Amsterdam Toeschouwers: 48.500 Scheidsrechter: Laurent Duhamel (FRA) |
| 13 februari Vriendschappelijk № 786 «onderlinge duels» 20:30 uur | Patrick Kluivert 26' |       | 61' Darius Vassell | Amsterdam Arena, Amsterdam Toeschouwers: 48.500 Scheidsrechter: Laurent Duhamel (FRA) |

|                                                               |                   |       |                                                      |                                                                              |
| 27 maart Vriendschappelijk № 787 «onderlinge duels» 20:00 uur | Engeland          | 1 – 2 | Italië                                               | Elland Road, Leeds Toeschouwers: 36.635 Scheidsrechter: Herbert Fandel (GER) |
| 27 maart Vriendschappelijk № 787 «onderlinge duels» 20:00 uur | Robbie Fowler 63' |       | 67' Vincenzo Montella 90+2' (pen.) Vincenzo Montella | Elland Road, Leeds Toeschouwers: 36.635 Scheidsrechter: Herbert Fandel (GER) |

|                                                     |                                                                            |       |          |                                                                                     |
| 17 april Vriendschappelijk № 788 «onderlinge duels» | Engeland                                                                   | 4 – 0 | Paraguay | Anfield Road, Liverpool Toeschouwers: 42.713 Scheidsrechter: Cosimo Bolognino (ITA) |
| 17 april Vriendschappelijk № 788 «onderlinge duels» | Michael Owen 4' Danny Murphy 47' Darius Vassell 55' Celso Ayala 81' (e.d.) |       |          | Anfield Road, Liverpool Toeschouwers: 42.713 Scheidsrechter: Cosimo Bolognino (ITA) |

|                                                             |                  |       |                  |                                                                                        |
| 21 mei Vriendschappelijk № 789 «onderlinge duels» 19:00 uur | Zuid-Korea       | 1 – 1 | Engeland         | Jeju Stadium, Seogwipo Toeschouwers: 39.231 Scheidsrechter: Ahmad Khalidi Supian (MAS) |
| 21 mei Vriendschappelijk № 789 «onderlinge duels» 19:00 uur | Park Ji-sung 52' |       | 26' Michael Owen | Jeju Stadium, Seogwipo Toeschouwers: 39.231 Scheidsrechter: Ahmad Khalidi Supian (MAS) |

|                                                             |                                        |       |                                   | |
| 26 mei Vriendschappelijk № 790 «onderlinge duels» 15:00 uur | Engeland                               | 2 – 2 | Kameroen                          | Kobe Universiade Memorial Stadion, Kobe Toeschouwers: 36.424 Scheidsrechter: Yoshitsugu Katayama (JPN) |
| 26 mei Vriendschappelijk № 790 «onderlinge duels» 15:00 uur | Darius Vassell 11' Robbie Fowler 90+2' |       | 5' Samuel Eto'o 58' Geremi Njitap | Kobe Universiade Memorial Stadion, Kobe Toeschouwers: 36.424 Scheidsrechter: Yoshitsugu Katayama (JPN) |

| WK voetbal 2002 |
| --------------- |

|                                                                |                  |           |                          |                                                                                  |
| 2 juni WK-eindronde Groep F № 791 «onderlinge duels» 18:30 uur | Engeland         | 1 – 1     | Zweden                   | Saitama Stadium, Saitama Toeschouwers: 52.721 Scheidsrechter: Carlos Simon (BRA) |
| 2 juni WK-eindronde Groep F № 791 «onderlinge duels» 18:30 uur | Sol Campbell 24' | (details) | 59' Niclas Alexandersson | Saitama Stadium, Saitama Toeschouwers: 52.721 Scheidsrechter: Carlos Simon (BRA) |

|                                                                |            |           |                          |                                                                                    |
| 7 juni WK-eindronde Groep F № 792 «onderlinge duels» 20:30 uur | Argentinië | 0 – 1     | Engeland                 | Sapporo Dome, Sapporo Toeschouwers: 35.927 Scheidsrechter: Pierluigi Collina (ITA) |
| 7 juni WK-eindronde Groep F № 792 «onderlinge duels» 20:30 uur |            | (details) | 44' (pen.) David Beckham | Sapporo Dome, Sapporo Toeschouwers: 35.927 Scheidsrechter: Pierluigi Collina (ITA) |

|                                                                 |           |       |          |                                                                            |
| 12 juni WK-eindronde Groep F № 793 «onderlinge duels» 15:30 uur | Nigeria   | 0 – 0 | Engeland | Nagai Stadion, Osaka Toeschouwers: 44.684 Scheidsrechter: Brian Hall (USA) |
| 12 juni WK-eindronde Groep F № 793 «onderlinge duels» 15:30 uur | (details) |       |          | Nagai Stadion, Osaka Toeschouwers: 44.684 Scheidsrechter: Brian Hall (USA) |

|                                                                        |            |           |                                                    |                                                                                  |
| 15 juni WK-eindronde Achtste finale № 794 «onderlinge duels» 20:30 uur | Denemarken | 0 – 3     | Engeland                                           | Big Swan Stadion, Niigata Toeschouwers: 40.582 Scheidsrechter: Markus Merk (GER) |
| 15 juni WK-eindronde Achtste finale № 794 «onderlinge duels» 20:30 uur |            | (details) | 5' Rio Ferdinand 22' Michael Owen 44' Emile Heskey | Big Swan Stadion, Niigata Toeschouwers: 40.582 Scheidsrechter: Markus Merk (GER) |

|                                                                     |                  |           |                              |                                                                                    |
| 21 juni WK-eindronde Kwartfinale № 795 «onderlinge duels» 15:30 uur | Engeland         | 1 – 2     | Brazilië                     | Shizuoka Stadion, Shizuoka Toeschouwers: 47.436 Scheidsrechter: Felipe Ramos (MEX) |
| 21 juni WK-eindronde Kwartfinale № 795 «onderlinge duels» 15:30 uur | Michael Owen 23' | (details) | 45+2' Rivaldo 50' Ronaldinho | Shizuoka Stadion, Shizuoka Toeschouwers: 47.436 Scheidsrechter: Felipe Ramos (MEX) |

|  |  |  |  |  |  |  |  |  |

|                                                                  |                |       |                        |                                                                                      |
| 7 september Vriendschappelijk № 796 «onderlinge duels» 16:00 uur | Engeland       | 1 – 1 | Portugal               | Villa Park, Birmingham Toeschouwers: 40.058 Scheidsrechter: Tom Henning Øvrebø (NOR) |
| 7 september Vriendschappelijk № 796 «onderlinge duels» 16:00 uur | Alan Smith 40' |       | 78' Francisco Costinha | Villa Park, Birmingham Toeschouwers: 40.058 Scheidsrechter: Tom Henning Øvrebø (NOR) |

|                                                               |                    |       |                                    |                                                                                      |
| 12 oktober EK-kwalificatie № 797 «onderlinge duels» 19:30 uur | Slowakije          | 1 – 2 | Engeland                           | Tehelné pole, Bratislava Toeschouwers: 27.000 Scheidsrechter: Domenico Messina (ITA) |
| 12 oktober EK-kwalificatie № 797 «onderlinge duels» 19:30 uur | Szilárd Németh 23' |       | 23' David Beckham 82' Michael Owen | Tehelné pole, Bratislava Toeschouwers: 27.000 Scheidsrechter: Domenico Messina (ITA) |

|                                                               |                                      |       |                                     |                                                                                                 |
| 16 oktober EK-kwalificatie № 798 «onderlinge duels» 20:00 uur | Engeland                             | 2 – 2 | Macedonië                           | St. Mary's Stadium, Southampton Toeschouwers: 32.095 Scheidsrechter: Arturo Daudén Ibáñez (ESP) |
| 16 oktober EK-kwalificatie № 798 «onderlinge duels» 20:00 uur | David Beckham 13' Steven Gerrard 35' |       | 10' Artim Sakiri 24' Vanco Trajanov | St. Mary's Stadium, Southampton Toeschouwers: 32.095 Scheidsrechter: Arturo Daudén Ibáñez (ESP) |

### 2003
|                                                                  |                     |       |                                                     |                                                                                      |
| 12 februari Vriendschappelijk № 799 «onderlinge duels» 20:00 uur | Engeland            | 1 – 3 | Australië                                           | Upton Park, Londen Toeschouwers: 34.590 Scheidsrechter: Manuel Mejuto González (ESP) |
| 12 februari Vriendschappelijk № 799 «onderlinge duels» 20:00 uur | Francis Jeffers 70' |       | 17' Tony Popović 42' Harry Kewell 84' Brett Emerton | Upton Park, Londen Toeschouwers: 34.590 Scheidsrechter: Manuel Mejuto González (ESP) |

|                                                             |               |                                    |          |                                                                                       |
| 29 maart EK-kwalificatie № 800 «onderlinge duels» 18:30 uur | Liechtenstein | 0 – 2                              | Engeland | Rheinparkstadion, Vaduz Toeschouwers: 3.548 Scheidsrechter: Georgios Kasnaferis (GRE) |
| 29 maart EK-kwalificatie № 800 «onderlinge duels» 18:30 uur |               | 28' Michael Owen 53' David Beckham |          | Rheinparkstadion, Vaduz Toeschouwers: 3.548 Scheidsrechter: Georgios Kasnaferis (GRE) |

|                                                            |                                               |       |         |                                                                                   |
| 2 april EK-kwalificatie № 801 «onderlinge duels» 18:30 uur | Engeland                                      | 2 – 0 | Turkije | Stadium of Light, Sunderland Toeschouwers: 46.667 Scheidsrechter: Urs Meier (SUI) |
| 2 april EK-kwalificatie № 801 «onderlinge duels» 18:30 uur | Darius Vassell 75' David Beckham 90+2' (pen.) |       |         | Stadium of Light, Sunderland Toeschouwers: 46.667 Scheidsrechter: Urs Meier (SUI) |

|                                                             |                    |       |                                      |                                                                               |
| 22 mei Vriendschappelijk № 802 «onderlinge duels» 19:30 uur | Zuid-Afrika        | 1 – 2 | Engeland                             | ABSA Stadium, Durban Toeschouwers: 48.000 Scheidsrechter: Lim Kee Chong (MRT) |
| 22 mei Vriendschappelijk № 802 «onderlinge duels» 19:30 uur | Benni McCarthy 16' |       | 1' Gareth Southgate 64' Emile Heskey | ABSA Stadium, Durban Toeschouwers: 48.000 Scheidsrechter: Lim Kee Chong (MRT) |

|                                                             |                                 |       |                      |                                                                                     |
| 3 juni Vriendschappelijk № 803 «onderlinge duels» 20:00 uur | Engeland                        | 2 – 1 | Servië en Montenegro | Walkers Stadium, Leicester Toeschouwers: 30.900 Scheidsrechter: Paul Allaerts (BEL) |
| 3 juni Vriendschappelijk № 803 «onderlinge duels» 20:00 uur | Steven Gerrard 35' Joe Cole 82' |       | 45' Nenad Jestrović  | Walkers Stadium, Leicester Toeschouwers: 30.900 Scheidsrechter: Paul Allaerts (BEL) |

|                                                            |                                          |       |                      |                                                                                            |
| 11 juni EK-kwalificatie № 804 «onderlinge duels» 20:00 uur | Engeland                                 | 2 – 1 | Slowakije            | Riverside Stadium, Middlesbrough Toeschouwers: 35.000 Scheidsrechter: Wolfgang Stark (GER) |
| 11 juni EK-kwalificatie № 804 «onderlinge duels» 20:00 uur | Michael Owen 61' (pen.) Michael Owen 72' |       | 31' Vladimír Janocko | Riverside Stadium, Middlesbrough Toeschouwers: 35.000 Scheidsrechter: Wolfgang Stark (GER) |

|                                                                  |                                                             |       |                  |                                                                                  |
| 20 augustus Vriendschappelijk № 805 «onderlinge duels» 20:00 uur | Engeland                                                    | 3 – 1 | Kroatië          | Portman Road, Ipswich Toeschouwers: 28.700 Scheidsrechter: Claus Bo Larsen (DEN) |
| 20 augustus Vriendschappelijk № 805 «onderlinge duels» 20:00 uur | David Beckham 10' (pen.) Michael Owen 51' Frank Lampard 80' |       | 77' Ivica Mornar | Portman Road, Ipswich Toeschouwers: 28.700 Scheidsrechter: Claus Bo Larsen (DEN) |

|                                                                |                   |       |                                           |                                                                                       |
| 6 september EK-kwalificatie № 806 «onderlinge duels» 18:30 uur | Macedonië         | 1 – 2 | Engeland                                  | Gradski Stadion, Skopje Toeschouwers: 10.000 Scheidsrechter: Frank De Bleeckere (BEL) |
| 6 september EK-kwalificatie № 806 «onderlinge duels» 18:30 uur | Ǵorǵi Hristov 28' |       | 52' Wayne Rooney 63' (pen.) David Beckham | Gradski Stadion, Skopje Toeschouwers: 10.000 Scheidsrechter: Frank De Bleeckere (BEL) |

|                                                                 |                                   |       |               |                                                                                      |
| 10 september EK-kwalificatie № 807 «onderlinge duels» 20:00 uur | Engeland                          | 2 – 0 | Liechtenstein | Old Trafford, Manchester Toeschouwers: 64.931 Scheidsrechter: Knud Erik Fisker (DEN) |
| 10 september EK-kwalificatie № 807 «onderlinge duels» 20:00 uur | Michael Owen 46' Wayne Rooney 52' |       |               | Old Trafford, Manchester Toeschouwers: 64.931 Scheidsrechter: Knud Erik Fisker (DEN) |

|                                                               |         |       |          |                                                                                                |
| 11 oktober EK-kwalificatie № 808 «onderlinge duels» 20:00 uur | Turkije | 0 – 0 | Engeland | Şükrü Saracoğlustadion, Istanboel Toeschouwers: 42.000 Scheidsrechter: Pierluigi Collina (ITA) |
| 11 oktober EK-kwalificatie № 808 «onderlinge duels» 20:00 uur |         |       |          | Şükrü Saracoğlustadion, Istanboel Toeschouwers: 42.000 Scheidsrechter: Pierluigi Collina (ITA) |

|                                                                  |                             |       |                                                                       |                                                                                     |
| 16 november Vriendschappelijk № 809 «onderlinge duels» 16:00 uur | Engeland                    | 2 – 3 | Denemarken                                                            | Old Trafford, Manchester Toeschouwers: 64.159 Scheidsrechter: Vladimír Hriňák (SVK) |
| 16 november Vriendschappelijk № 809 «onderlinge duels» 16:00 uur | Wayne Rooney 5' Joe Cole 9' |       | 8' Martin Jørgensen 30' (pen.) Martin Jørgensen 82' Jon Dahl Tomasson | Old Trafford, Manchester Toeschouwers: 64.159 Scheidsrechter: Vladimír Hriňák (SVK) |

### 2004
|                                                                  |                   |       |                 |                                                                                |
| 18 februari Vriendschappelijk № 810 «onderlinge duels» 21:20 uur | Portugal          | 1 – 1 | Engeland        | Estádio Algarve, Faro Toeschouwers: 27.000 Scheidsrechter: Viktor Kassai (HUN) |
| 18 februari Vriendschappelijk № 810 «onderlinge duels» 21:20 uur | Pedro Pauleta 71' |       | 47' Ledley King | Estádio Algarve, Faro Toeschouwers: 27.000 Scheidsrechter: Viktor Kassai (HUN) |

|                                                               |                        |       |          |                                                                                             |
| 31 maart Vriendschappelijk № 811 «onderlinge duels» 19:45 uur | Zweden                 | 1 – 0 | Engeland | Nya Ullevi Stadion, Gotenburg Toeschouwers: 40.464 Scheidsrechter: Tom Henning Øvrebø (NOR) |
| 31 maart Vriendschappelijk № 811 «onderlinge duels» 19:45 uur | Zlatan Ibrahimović 54' |       |          | Nya Ullevi Stadion, Gotenburg Toeschouwers: 40.464 Scheidsrechter: Tom Henning Øvrebø (NOR) |

|                                                             |                  |       |                |                                                                                                   |
| 1 juni Vriendschappelijk № 812 «onderlinge duels» 20:00 uur | Engeland         | 1 – 1 | Japan          | City of Manchester Stadium, Manchester Toeschouwers: 38.581 Scheidsrechter: Roberto Rosetti (ITA) |
| 1 juni Vriendschappelijk № 812 «onderlinge duels» 20:00 uur | Michael Owen 22' |       | 53' Shinji Ono | City of Manchester Stadium, Manchester Toeschouwers: 38.581 Scheidsrechter: Roberto Rosetti (ITA) |

|                                                             | |       |                     |                                                                                                |
| 5 juni Vriendschappelijk № 813 «onderlinge duels» 15:30 uur | Engeland                                                                                                   | 6 – 1 | IJsland             | City of Manchester Stadium, Manchester Toeschouwers: 43.500 Scheidsrechter: Jan Wegereef (NED) |
| 5 juni Vriendschappelijk № 813 «onderlinge duels» 15:30 uur | Frank Lampard 25' Wayne Rooney 27' Wayne Rooney 38' Darius Vassell 57' Wayne Bridge 68' Darius Vassell 77' |       | 42' Heidar Helguson | City of Manchester Stadium, Manchester Toeschouwers: 43.500 Scheidsrechter: Jan Wegereef (NED) |

| EK voetbal 2004 |
| --------------- |

|                                                              |                                                    |       |                   |                                                                                 |
| 13 juni Euro 2004 Groep B № 814 «onderlinge duels» 19:45 uur | Frankrijk                                          | 2 – 1 | Engeland          | Estádio da Luz, Lissabon Toeschouwers: 62.487 Scheidsrechter: Markus Merk (GER) |
| 13 juni Euro 2004 Groep B № 814 «onderlinge duels» 19:45 uur | Zinédine Zidane 90+1' Zinédine Zidane 90+3' (pen.) |       | 38' Frank Lampard | Estádio da Luz, Lissabon Toeschouwers: 62.487 Scheidsrechter: Markus Merk (GER) |

|                                                              |                                                      |       |             |                                                                                               |
| 17 juni Euro 2004 Groep B № 815 «onderlinge duels» 17:00 uur | Engeland                                             | 3 – 0 | Zwitserland | Estádio Cidade de Coimbra, Coimbra Toeschouwers: 28.214 Scheidsrechter: Valentin Ivanov (RUS) |
| 17 juni Euro 2004 Groep B № 815 «onderlinge duels» 17:00 uur | Wayne Rooney 23' Wayne Rooney 75' Steven Gerrard 82' |       |             | Estádio Cidade de Coimbra, Coimbra Toeschouwers: 28.214 Scheidsrechter: Valentin Ivanov (RUS) |

|                                                              |                              |       |                                                                        |                                                                                       |
| 21 juni Euro 2004 Groep B № 816 «onderlinge duels» 19:45 uur | Kroatië                      | 2 – 4 | Engeland                                                               | Estádio da Luz, Lissabon Toeschouwers: 57.047 Scheidsrechter: Pierluigi Collina (ITA) |
| 21 juni Euro 2004 Groep B № 816 «onderlinge duels» 19:45 uur | Niko Kovač 5' Igor Tudor 73' |       | 40' Paul Scholes 45+1' Wayne Rooney 68' Wayne Rooney 79' Frank Lampard | Estádio da Luz, Lissabon Toeschouwers: 57.047 Scheidsrechter: Pierluigi Collina (ITA) |

|                                                                  |                                   |       |                                    |                                                                               |
| 24 juni Euro 2004 Kwartfinale № 817 «onderlinge duels» 19:45 uur | Portugal                          | 2 – 2 | Engeland                           | Estádio da Luz, Lissabon Toeschouwers: 65.000 Scheidsrechter: Urs Meier (SUI) |
| 24 juni Euro 2004 Kwartfinale № 817 «onderlinge duels» 19:45 uur | Hélder Postiga 83' Rui Costa 110' |       | 3' Michael Owen 115' Frank Lampard | Estádio da Luz, Lissabon Toeschouwers: 65.000 Scheidsrechter: Urs Meier (SUI) |

|                                                                                       |       | strafschoppen                                                                                  |  |
| Deco Simão Sabrosa Rui Costa Cristiano Ronaldo Maniche Hélder Postiga Ricardo Pereira | 6 – 5 | David Beckham Michael Owen Frank Lampard John Terry Owen Hargreaves Ashley Cole Darius Vassell |  |

|  |  |  |  |  |  |  |  |  |

|                                                                  |                                                              |       |          |                                                                                       |
| 18 augustus Vriendschappelijk № 818 «onderlinge duels» 19:45 uur | Engeland                                                     | 3 – 0 | Oekraïne | St. James' Park, Newcastle Toeschouwers: 35.387 Scheidsrechter: Michael McCurry (SCO) |
| 18 augustus Vriendschappelijk № 818 «onderlinge duels» 19:45 uur | David Beckham 27' Michael Owen 50' Shaun Wright-Phillips 72' |       |          | St. James' Park, Newcastle Toeschouwers: 35.387 Scheidsrechter: Michael McCurry (SCO) |

|                                                                |                                            |       |                                      |                                                                                     |
| 4 september WK-kwalificatie № 819 «onderlinge duels» 20:30 uur | Oostenrijk                                 | 2 – 2 | Engeland                             | Ernst Happel Stadion, Wenen Toeschouwers: 48.500 Scheidsrechter: Ľuboš Micheľ (SVK) |
| 4 september WK-kwalificatie № 819 «onderlinge duels» 20:30 uur | Roland Kollmann 71' Andreas Ivanschitz 73' |       | 24' Frank Lampard 64' Steven Gerrard | Ernst Happel Stadion, Wenen Toeschouwers: 48.500 Scheidsrechter: Ľuboš Micheľ (SVK) |

|                                                                |                     |       |                                                 |                                                                                   |
| 8 september WK-kwalificatie № 820 «onderlinge duels» 20:30 uur | Polen               | 1 – 2 | Engeland                                        | Stadion Śląski, Chorzów Toeschouwers: 45.000 Scheidsrechter: Stefano Farina (ITA) |
| 8 september WK-kwalificatie № 820 «onderlinge duels» 20:30 uur | Maciej Żurawski 48' |       | 37' Jermain Defoe 58' (e.d.) Arkadiusz Głowacki | Stadion Śląski, Chorzów Toeschouwers: 45.000 Scheidsrechter: Stefano Farina (ITA) |

|                                                              |                                    |       |       |                                                                                 |
| 9 oktober WK-kwalificatie № 821 «onderlinge duels» 15:00 uur | Engeland                           | 2 – 0 | Wales | Old Trafford, Manchester Toeschouwers: 65.224 Scheidsrechter: Terje Hauge (NOR) |
| 9 oktober WK-kwalificatie № 821 «onderlinge duels» 15:00 uur | Frank Lampard 4' David Beckham 76' |       |       | Old Trafford, Manchester Toeschouwers: 65.224 Scheidsrechter: Terje Hauge (NOR) |

|                                                               |              |                  |          |                                                                                        |
| 13 oktober WK-kwalificatie № 822 «onderlinge duels» 21:30 uur | Azerbeidzjan | 0 – 1            | Engeland | Tofikh Bakhramov Stadion, Bakoe Toeschouwers: 15.000 Scheidsrechter: Alain Hamer (LUX) |
| 13 oktober WK-kwalificatie № 822 «onderlinge duels» 21:30 uur |              | 22' Michael Owen |          | Tofikh Bakhramov Stadion, Bakoe Toeschouwers: 15.000 Scheidsrechter: Alain Hamer (LUX) |

|                                                                  |                    |       |          |                                                                                                  |
| 17 november Vriendschappelijk № 823 «onderlinge duels» 21:45 uur | Spanje             | 1 – 0 | Engeland | Estadio Santiago Bernabéu, Madrid Toeschouwers: 48.000 Scheidsrechter: Georgios Kasnaferis (GRE) |
| 17 november Vriendschappelijk № 823 «onderlinge duels» 21:45 uur | Asier del Horno 9' |       |          | Estadio Santiago Bernabéu, Madrid Toeschouwers: 48.000 Scheidsrechter: Georgios Kasnaferis (GRE) |

### 2005
|                                                                 |          |       |           |                                                                                    |
| 9 februari Vriendschappelijk № 824 «onderlinge duels» 19:45 uur | Engeland | 0 – 0 | Nederland | Villa Park, Birmingham Toeschouwers: 40.705 Scheidsrechter: Peter Fröjdfeldt (SWE) |
| 9 februari Vriendschappelijk № 824 «onderlinge duels» 19:45 uur |          |       |           | Villa Park, Birmingham Toeschouwers: 40.705 Scheidsrechter: Peter Fröjdfeldt (SWE) |

|                                                             |                                                                        |       |               |                                                                                    |
| 26 maart WK-kwalificatie № 825 «onderlinge duels» 15:00 uur | Engeland                                                               | 4 – 0 | Noord-Ierland | Old Trafford, Manchester Toeschouwers: 65.239 Scheidsrechter: Wolfgang Stark (GER) |
| 26 maart WK-kwalificatie № 825 «onderlinge duels» 15:00 uur | Joe Cole 47' Michael Owen 52' Chris Baird 54' (e.d.) Frank Lampard 62' |       |               | Old Trafford, Manchester Toeschouwers: 65.239 Scheidsrechter: Wolfgang Stark (GER) |

|                                                             |                                      |       |              |                                                                                         |
| 30 maart WK-kwalificatie № 826 «onderlinge duels» 19:45 uur | Engeland                             | 2 – 0 | Azerbeidzjan | St. James' Park, Newcastle Toeschouwers: 49.046 Scheidsrechter: Paulo Gomes Costa (POR) |
| 30 maart WK-kwalificatie № 826 «onderlinge duels» 19:45 uur | Steven Gerrard 51' David Beckham 62' |       |              | St. James' Park, Newcastle Toeschouwers: 49.046 Scheidsrechter: Paulo Gomes Costa (POR) |

|                                                             |                   |       |                                            |                                                                                    |
| 28 mei Vriendschappelijk № 827 «onderlinge duels» 14:05 uur | Verenigde Staten  | 1 – 2 | Engeland                                   | Soldier Field, Chicago Toeschouwers: 47.637 Scheidsrechter: Benito Archundia (MEX) |
| 28 mei Vriendschappelijk № 827 «onderlinge duels» 14:05 uur | Clint Dempsey 79' |       | 4' Kieran Richardson 44' Kieran Richardson | Soldier Field, Chicago Toeschouwers: 47.637 Scheidsrechter: Benito Archundia (MEX) |

|                                                             |                                  |       |                                                    |                                                                                       |
| 31 mei Vriendschappelijk № 828 «onderlinge duels» 16:05 uur | Colombia                         | 2 – 3 | Engeland                                           | Giants Stadium, East Rutherford Toeschouwers: 58.000 Scheidsrechter: Brian Hall (USA) |
| 31 mei Vriendschappelijk № 828 «onderlinge duels» 16:05 uur | Mario Yepes 45' Aldo Ramírez 78' |       | 36' Michael Owen 42' Michael Owen 58' Michael Owen | Giants Stadium, East Rutherford Toeschouwers: 58.000 Scheidsrechter: Brian Hall (USA) |

|                                                                  |                                                                                     |       |                  |                                                                                  |
| 17 augustus Vriendschappelijk № 829 «onderlinge duels» 20:05 uur | Denemarken                                                                          | 4 – 1 | Engeland         | Parken, Kopenhagen Toeschouwers: 41.438 Scheidsrechter: Tom Henning Øvrebø (NOR) |
| 17 augustus Vriendschappelijk № 829 «onderlinge duels» 20:05 uur | Dennis Rommedahl 60' Jon Dahl Tomasson 63' Michael Gravgaard 67' Søren Larsen 90+2' |       | 87' Wayne Rooney | Parken, Kopenhagen Toeschouwers: 41.438 Scheidsrechter: Tom Henning Øvrebø (NOR) |

|                                                                |       |              |          |                                                                                        |
| 3 september WK-kwalificatie № 830 «onderlinge duels» 15:00 uur | Wales | 0 – 1        | Engeland | Millennium Stadium, Cardiff Toeschouwers: 70.795 Scheidsrechter: Valentin Ivanov (RUS) |
| 3 september WK-kwalificatie № 830 «onderlinge duels» 15:00 uur |       | 54' Joe Cole |          | Millennium Stadium, Cardiff Toeschouwers: 70.795 Scheidsrechter: Valentin Ivanov (RUS) |

|                                                                |                 |       |          |                                                                                  |
| 7 september WK-kwalificatie № 831 «onderlinge duels» 19:45 uur | Noord-Ierland   | 1 – 0 | Engeland | Windsor Park, Belfast Toeschouwers: 14.069 Scheidsrechter: Massimo Busacca (SUI) |
| 7 september WK-kwalificatie № 831 «onderlinge duels» 19:45 uur | David Healy 74' |       |          | Windsor Park, Belfast Toeschouwers: 14.069 Scheidsrechter: Massimo Busacca (SUI) |

|                                                              |                          |       |            |                                                                                           |
| 8 oktober WK-kwalificatie № 832 «onderlinge duels» 16:00 uur | Engeland                 | 1 – 0 | Oostenrijk | Old Trafford, Manchester Toeschouwers: 64.822 Scheidsrechter: Luis Medina Cantalejo (ESP) |
| 8 oktober WK-kwalificatie № 832 «onderlinge duels» 16:00 uur | Frank Lampard 25' (pen.) |       |            | Old Trafford, Manchester Toeschouwers: 64.822 Scheidsrechter: Luis Medina Cantalejo (ESP) |

|                                                               |                                    |       |                       |                                                                                        |
| 12 oktober WK-kwalificatie № 833 «onderlinge duels» 20:45 uur | Engeland                           | 2 – 1 | Polen                 | Old Trafford, Manchester Toeschouwers: 65.467 Scheidsrechter: Kim Milton Nielsen (DEN) |
| 12 oktober WK-kwalificatie № 833 «onderlinge duels» 20:45 uur | Michael Owen 43' Frank Lampard 80' |       | 45' Tomasz Frankowski | Old Trafford, Manchester Toeschouwers: 65.467 Scheidsrechter: Kim Milton Nielsen (DEN) |

|                                                                  |                                                      |       |                                     |                                                                                   |
| 12 november Vriendschappelijk № 834 «onderlinge duels» 17:45 uur | Engeland                                             | 3 – 2 | Argentinië                          | Stade de Genève, Genève Toeschouwers: 29.800 Scheidsrechter: Philippe Leuba (SUI) |
| 12 november Vriendschappelijk № 834 «onderlinge duels» 17:45 uur | Wayne Rooney 39' Michael Owen 87' Michael Owen 90+2' |       | 35' Hernán Crespo 54' Walter Samuel | Stade de Genève, Genève Toeschouwers: 29.800 Scheidsrechter: Philippe Leuba (SUI) |

### 2006
|                                                              |                                 |       |                |                                                                                   |
| 1 maart Vriendschappelijk № 835 «onderlinge duels» 20:05 uur | Engeland                        | 2 – 1 | Uruguay        | Anfield Road, Liverpool Toeschouwers: 40.013 Scheidsrechter: Stefano Farina (ITA) |
| 1 maart Vriendschappelijk № 835 «onderlinge duels» 20:05 uur | Peter Crouch 75' Joe Cole 90+3' |       | 26' Omar Pouso | Anfield Road, Liverpool Toeschouwers: 40.013 Scheidsrechter: Stefano Farina (ITA) |

|                                                             |                                                    |       |                |                                                                                 |
| 31 mei Vriendschappelijk № 836 «onderlinge duels» 20:05 uur | Engeland                                           | 3 – 1 | Hongarije      | Old Trafford, Manchester Toeschouwers: 56.323 Scheidsrechter: Pieter Vink (NED) |
| 31 mei Vriendschappelijk № 836 «onderlinge duels» 20:05 uur | Steven Gerrard 47' John Terry 51' Peter Crouch 84' |       | 55' Pal Dárdai | Old Trafford, Manchester Toeschouwers: 56.323 Scheidsrechter: Pieter Vink (NED) |

|                                                             | |       |         |                                                                                   |
| 3 juni Vriendschappelijk № 837 «onderlinge duels» 14:00 uur | Engeland | 6 – 0 | Jamaica | Old Trafford, Manchester Toeschouwers: 70.373 Scheidsrechter: Konrad Plautz (AUT) |
| 3 juni Vriendschappelijk № 837 «onderlinge duels» 14:00 uur | Frank Lampard 11' Jermaine Taylor 17' (e.d.) Peter Crouch 29' Michael Owen 32' Peter Crouch 66' Peter Crouch 89' |       |         | Old Trafford, Manchester Toeschouwers: 70.373 Scheidsrechter: Konrad Plautz (AUT) |

| WK voetbal 2006 |
| --------------- |

|                                                                 |                          |           |          |                                                                                         |
| 10 juni WK-eindronde Groep B № 838 «onderlinge duels» 15:00 uur | Engeland                 | 1 – 0     | Paraguay | Commerzbank-Arena, Frankfurt Toeschouwers: 48.000 Scheidsrechter: Marco Rodríguez (MEX) |
| 10 juni WK-eindronde Groep B № 838 «onderlinge duels» 15:00 uur | Carlos Gamarra 3' (e.d.) | (details) |          | Commerzbank-Arena, Frankfurt Toeschouwers: 48.000 Scheidsrechter: Marco Rodríguez (MEX) |

|                                                                 |                                       |           |                    |                                                                                         |
| 15 juni WK-eindronde Groep B № 839 «onderlinge duels» 18:00 uur | Engeland                              | 2 – 0     | Trinidad en Tobago | easyCredit-Stadion, Neurenberg Toeschouwers: 41.000 Scheidsrechter: Toru Kamikawa (JPN) |
| 15 juni WK-eindronde Groep B № 839 «onderlinge duels» 18:00 uur | Peter Crouch 83' Steven Gerrard 90+1' | (details) |                    | easyCredit-Stadion, Neurenberg Toeschouwers: 41.000 Scheidsrechter: Toru Kamikawa (JPN) |

|                                                                 |                                       |           |                                 |                                                                                        |
| 20 juni WK-eindronde Groep B № 840 «onderlinge duels» 21:00 uur | Zweden                                | 2 – 2     | Engeland                        | RheinEnergieStadion, Keulen Toeschouwers: 45.000 Scheidsrechter: Massimo Busacca (SUI) |
| 20 juni WK-eindronde Groep B № 840 «onderlinge duels» 21:00 uur | Marcus Allbäck 51' Henrik Larsson 90' | (details) | 34' Joe Cole 85' Steven Gerrard | RheinEnergieStadion, Keulen Toeschouwers: 45.000 Scheidsrechter: Massimo Busacca (SUI) |

|                                                                        |                   |           |         |                                                                                                   |
| 25 juni WK-eindronde Achtste finale № 841 «onderlinge duels» 17:00 uur | Engeland          | 1 – 0     | Ecuador | Gottlieb-Daimler-Stadion, Stuttgart Toeschouwers: 52.000 Scheidsrechter: Frank De Bleeckere (BEL) |
| 25 juni WK-eindronde Achtste finale № 841 «onderlinge duels» 17:00 uur | David Beckham 60' | (details) |         | Gottlieb-Daimler-Stadion, Stuttgart Toeschouwers: 52.000 Scheidsrechter: Frank De Bleeckere (BEL) |

|                                                                    |           |            |          |                                                                                          |
| 1 juli WK-eindronde Kwartfinale № 842 «onderlinge duels» 17:00 uur | Engeland  | 0 – 0 (nv) | Portugal | Veltins-Arena, Gelsenkirchen Toeschouwers: 52.000 Scheidsrechter: Horacio Elizondo (ARG) |
| 1 juli WK-eindronde Kwartfinale № 842 «onderlinge duels» 17:00 uur | (details) |            |          | Veltins-Arena, Gelsenkirchen Toeschouwers: 52.000 Scheidsrechter: Horacio Elizondo (ARG) |

|                                                              |       | strafschoppen                                           |  |
| Frank Lampard Owen Hargreaves Steven Gerrard Jamie Carragher | 1 – 3 | Simão Hugo Viana Petit Hélder Postiga Cristiano Ronaldo |  |

|  |  |  |  |  |  |  |  |  |

|                                                                  |                                                                    |       |             |                                                                                    |
| 16 augustus Vriendschappelijk № 843 «onderlinge duels» 20:08 uur | Engeland                                                           | 4 – 0 | Griekenland | Old Trafford, Manchester Toeschouwers: 45.864 Scheidsrechter: Wolfgang Stark (GER) |
| 16 augustus Vriendschappelijk № 843 «onderlinge duels» 20:08 uur | John Terry 14' Frank Lampard 30' Peter Crouch 36' Peter Crouch 42' |       |             | Old Trafford, Manchester Toeschouwers: 45.864 Scheidsrechter: Wolfgang Stark (GER) |

|                                                                |                                                                                         |       |         |                                                                                      |
| 2 september EK-kwalificatie № 844 «onderlinge duels» 17:00 uur | Engeland                                                                                | 5 – 0 | Andorra | Old Trafford, Manchester Toeschouwers: 56.290 Scheidsrechter: Bernhard Brugger (AUT) |
| 2 september EK-kwalificatie № 844 «onderlinge duels» 17:00 uur | Peter Crouch 5' Steven Gerrard 13' Jermain Defoe 38' Jermain Defoe 47' Peter Crouch 66' |       |         | Old Trafford, Manchester Toeschouwers: 56.290 Scheidsrechter: Bernhard Brugger (AUT) |

|                                                                |           |                  |          |                                                                                   |
| 6 september EK-kwalificatie № 845 «onderlinge duels» 21:00 uur | Macedonië | 0 – 1            | Engeland | Gradski Stadion, Skopje Toeschouwers: 16.500 Scheidsrechter: Bertrand Layec (FRA) |
| 6 september EK-kwalificatie № 845 «onderlinge duels» 21:00 uur |           | 45' Peter Crouch |          | Gradski Stadion, Skopje Toeschouwers: 16.500 Scheidsrechter: Bertrand Layec (FRA) |

|                                                              |          |       |           |                                                                                 |
| 7 oktober EK-kwalificatie № 846 «onderlinge duels» 17:00 uur | Engeland | 0 – 0 | Macedonië | Old Trafford, Manchester Toeschouwers: 72.062 Scheidsrechter: Markus Merk (GER) |
| 7 oktober EK-kwalificatie № 846 «onderlinge duels» 17:00 uur |          |       |           | Old Trafford, Manchester Toeschouwers: 72.062 Scheidsrechter: Markus Merk (GER) |

|                                                               |                                              |       |          |                                                                                     |
| 11 oktober EK-kwalificatie № 847 «onderlinge duels» 19:00 uur | Kroatië                                      | 2 – 0 | Engeland | Maksimir Stadion, Zagreb Toeschouwers: 38.000 Scheidsrechter: Roberto Rosetti (ITA) |
| 11 oktober EK-kwalificatie № 847 «onderlinge duels» 19:00 uur | Eduardo da Silva 61' Gary Neville 69' (e.d.) |       |          | Maksimir Stadion, Zagreb Toeschouwers: 38.000 Scheidsrechter: Roberto Rosetti (ITA) |

|                                                                  |                          |       |                  |                                                                                    |
| 15 november Vriendschappelijk № 848 «onderlinge duels» 20:00 uur | Nederland                | 1 – 1 | Engeland         | Amsterdam Arena, Amsterdam Toeschouwers: 45.090 Scheidsrechter: Ľuboš Micheľ (SVK) |
| 15 november Vriendschappelijk № 848 «onderlinge duels» 20:00 uur | Rafael van der Vaart 86' |       | 37' Wayne Rooney | Amsterdam Arena, Amsterdam Toeschouwers: 45.090 Scheidsrechter: Ľuboš Micheľ (SVK) |

### 2007
|                                                                 |          |                    |        |                                                                                    |
| 7 februari Vriendschappelijk № 849 «onderlinge duels» 20:00 uur | Engeland | 0 – 1              | Spanje | Old Trafford, Manchester Toeschouwers: 58.207 Scheidsrechter: Michael Weiner (GER) |
| 7 februari Vriendschappelijk № 849 «onderlinge duels» 20:00 uur |          | 63' Andrés Iniesta |        | Old Trafford, Manchester Toeschouwers: 58.207 Scheidsrechter: Michael Weiner (GER) |

|                                                             |        |       |          |                                                                                           |
| 24 maart EK-kwalificatie № 850 «onderlinge duels» 20:30 uur | Israël | 0 – 0 | Engeland | Ramat Gan Stadion, Tel Aviv Toeschouwers: 40.012 Scheidsrechter: Tom Henning Øvrebø (NOR) |
| 24 maart EK-kwalificatie № 850 «onderlinge duels» 20:30 uur |        |       |          | Ramat Gan Stadion, Tel Aviv Toeschouwers: 40.012 Scheidsrechter: Tom Henning Øvrebø (NOR) |

|                                                             |         |                                                       |          |                                                                                                  |
| 28 maart EK-kwalificatie № 851 «onderlinge duels» 21:00 uur | Andorra | 0 – 3                                                 | Engeland | Estadi Olímpic Lluís Companys, Barcelona Toeschouwers: 12.800 Scheidsrechter: Bruno Paixão (POR) |
| 28 maart EK-kwalificatie № 851 «onderlinge duels» 21:00 uur |         | 54' Steven Gerrard 76' Steven Gerrard 90' Dave Nugent |          | Estadi Olímpic Lluís Companys, Barcelona Toeschouwers: 12.800 Scheidsrechter: Bruno Paixão (POR) |

|                                                             |                |       |             |                                                                                |
| 1 juni Vriendschappelijk № 852 «onderlinge duels» 20:00 uur | Engeland       | 1 – 1 | Brazilië    | Wembley Stadium, Londen Toeschouwers: 88.745 Scheidsrechter: Markus Merk (GER) |
| 1 juni Vriendschappelijk № 852 «onderlinge duels» 20:00 uur | John Terry 68' |       | 90+2' Diego | Wembley Stadium, Londen Toeschouwers: 88.745 Scheidsrechter: Markus Merk (GER) |

|                                                           |         |                                                |          |                                                                                       |
| 6 juni EK-kwalificatie № 853 «onderlinge duels» 21:30 uur | Estland | 0 – 3                                          | Engeland | A. Le Coq Arena, Tallinn Toeschouwers: 11.000 Scheidsrechter: Grzegorz Gilewski (POL) |
| 6 juni EK-kwalificatie № 853 «onderlinge duels» 21:30 uur |         | 37' Joe Cole 54' Michael Owen 62' Peter Crouch |          | A. Le Coq Arena, Tallinn Toeschouwers: 11.000 Scheidsrechter: Grzegorz Gilewski (POL) |

|                                                                  |                  |       |                                        |                                                                                    |
| 22 augustus Vriendschappelijk № 854 «onderlinge duels» 20:00 uur | Engeland         | 1 – 2 | Duitsland                              | Wembley Stadium, Londen Toeschouwers: 86.133 Scheidsrechter: Massimo Busacca (SUI) |
| 22 augustus Vriendschappelijk № 854 «onderlinge duels» 20:00 uur | Frank Lampard 9' |       | 26' Kevin Kurányi 40' Christian Pander | Wembley Stadium, Londen Toeschouwers: 86.133 Scheidsrechter: Massimo Busacca (SUI) |

|                                                                |                                                               |       |        |                                                                                |
| 8 september EK-kwalificatie № 855 «onderlinge duels» 17:00 uur | Engeland                                                      | 3 – 0 | Israël | Wembley Stadium, Londen Toeschouwers: 85.372 Scheidsrechter: Pieter Vink (NED) |
| 8 september EK-kwalificatie № 855 «onderlinge duels» 17:00 uur | Shaun Wright-Phillips 20' Michael Owen 49' Micah Richards 66' |       |        | Wembley Stadium, Londen Toeschouwers: 85.372 Scheidsrechter: Pieter Vink (NED) |

|                                                                 |                                                    |       |         |                                                                                   |
| 12 september EK-kwalificatie № 856 «onderlinge duels» 20:00 uur | Engeland                                           | 3 – 0 | Rusland | Wembley Stadium, Londen Toeschouwers: 86.106 Scheidsrechter: Martin Hansson (SWE) |
| 12 september EK-kwalificatie № 856 «onderlinge duels» 20:00 uur | Michael Owen 7' Michael Owen 31' Rio Ferdinand 84' |       |         | Wembley Stadium, Londen Toeschouwers: 86.106 Scheidsrechter: Martin Hansson (SWE) |

|                                                               |                                                                  |       |         |                                                                                       |
| 13 oktober EK-kwalificatie № 857 «onderlinge duels» 15:00 uur | Engeland                                                         | 3 – 0 | Estland | Wembley Stadium, Londen Toeschouwers: 86.655 Scheidsrechter: Nicolai Vollquartz (DEN) |
| 13 oktober EK-kwalificatie № 857 «onderlinge duels» 15:00 uur | Shaun Wright-Phillips 11' Wayne Rooney 32' Taavi Rähn 33' (e.d.) |       |         | Wembley Stadium, Londen Toeschouwers: 86.655 Scheidsrechter: Nicolai Vollquartz (DEN) |

|                                                               |                                                          |       |                  | |
| 17 oktober EK-kwalificatie № 858 «onderlinge duels» 19:00 uur | Rusland                                                  | 2 – 1 | Engeland         | Olimpiyskiy Kompleks Luzhniki, Moskou Toeschouwers: 84.700 Scheidsrechter: Luis Medina Cantalejo (ESP) |
| 17 oktober EK-kwalificatie № 858 «onderlinge duels» 19:00 uur | Roman Pavljoetsjenko 67' (pen.) Roman Pavljoetsjenko 71' |       | 29' Wayne Rooney | Olimpiyskiy Kompleks Luzhniki, Moskou Toeschouwers: 84.700 Scheidsrechter: Luis Medina Cantalejo (ESP) |

|                                                                  |            |                  |          |                                                                                           |
| 16 november Vriendschappelijk № 859 «onderlinge duels» 20:00 uur | Oostenrijk | 0 – 1            | Engeland | Ernst Happel Stadion, Wenen Toeschouwers: 45.500 Scheidsrechter: Nicolai Vollquartz (DEN) |
| 16 november Vriendschappelijk № 859 «onderlinge duels» 20:00 uur |            | 44' Peter Crouch |          | Ernst Happel Stadion, Wenen Toeschouwers: 45.500 Scheidsrechter: Nicolai Vollquartz (DEN) |

|                                                                |                                           |       |                                                   |                                                                                     |
| 21 november EK-kwalificatie № 860 «onderlinge duels» 20:00 uur | Engeland                                  | 2 – 3 | Kroatië                                           | Wembley Stadium, Londen Toeschouwers: 88.091 Scheidsrechter: Peter Fröjdfeldt (SWE) |
| 21 november EK-kwalificatie № 860 «onderlinge duels» 20:00 uur | Frank Lampard 56' (pen.) Peter Crouch 65' |       | 8' Niko Kranjčar 14' Ivica Olić 77' Mladen Petrić | Wembley Stadium, Londen Toeschouwers: 88.091 Scheidsrechter: Peter Fröjdfeldt (SWE) |

### 2008
|                                                                 |                                              |       |                   |                                                                                |
| 6 februari Vriendschappelijk № 861 «onderlinge duels» 20:00 uur | Engeland                                     | 2 – 1 | Zwitserland       | Wembley Stadium, Londen Toeschouwers: 86.857 Scheidsrechter: Felix Brych (GER) |
| 6 februari Vriendschappelijk № 861 «onderlinge duels» 20:00 uur | Jermaine Jenas 40' Shaun Wright-Phillips 62' |       | 58' Eren Derdiyok | Wembley Stadium, Londen Toeschouwers: 86.857 Scheidsrechter: Felix Brych (GER) |

|                                                               |                          |       |          |                                                                                  |
| 26 maart Vriendschappelijk № 862 «onderlinge duels» 21:00 uur | Frankrijk                | 1 – 0 | Engeland | Stade de France, Parijs Toeschouwers: 78.500 Scheidsrechter: Florian Meyer (GER) |
| 26 maart Vriendschappelijk № 862 «onderlinge duels» 21:00 uur | Franck Ribéry 32' (pen.) |       |          | Stade de France, Parijs Toeschouwers: 78.500 Scheidsrechter: Florian Meyer (GER) |

|                                                             |                                   |       |                  |                                                                                   |
| 28 mei Vriendschappelijk № 863 «onderlinge duels» 20:00 uur | Engeland                          | 2 – 0 | Verenigde Staten | Wembley Stadium, Londen Toeschouwers: 71.233 Scheidsrechter: Kyros Vassaras (GRE) |
| 28 mei Vriendschappelijk № 863 «onderlinge duels» 20:00 uur | John Terry 38' Steven Gerrard 59' |       |                  | Wembley Stadium, Londen Toeschouwers: 71.233 Scheidsrechter: Kyros Vassaras (GRE) |

|                                                             |                    |                                                      |          | |
| 1 juni Vriendschappelijk № 864 «onderlinge duels» 22:30 uur | Trinidad en Tobago | 0 – 3                                                | Engeland | Hasely Crawford Stadium, Port of Spain Toeschouwers: 25.000 Scheidsrechter: Enrico Wijngaarde (SUR) |
| 1 juni Vriendschappelijk № 864 «onderlinge duels» 22:30 uur |                    | 12' Gareth Barry 15' Jermain Defoe 49' Jermain Defoe |          | Hasely Crawford Stadium, Port of Spain Toeschouwers: 25.000 Scheidsrechter: Enrico Wijngaarde (SUR) |

|                                                                  |                            |       |                                       |                                                                                |
| 20 augustus Vriendschappelijk № 865 «onderlinge duels» 20:00 uur | Engeland                   | 2 – 2 | Tsjechië                              | Wembley Stadium, Londen Toeschouwers: 69.738 Scheidsrechter: Terje Hauge (NOR) |
| 20 augustus Vriendschappelijk № 865 «onderlinge duels» 20:00 uur | Wes Brown 45' Joe Cole 90' |       | 22' Milan Baroš 48' Marek Jankulovski | Wembley Stadium, Londen Toeschouwers: 69.738 Scheidsrechter: Terje Hauge (NOR) |

|                                                                |         |                           |          |                                                                                        |
| 6 september WK-kwalificatie № 866 «onderlinge duels» 19:00 uur | Andorra | 0 – 2                     | Engeland | Olimpic de Montjuic, Barcelona Toeschouwers: 10.300 Scheidsrechter: Cüneyt Çakır (TUR) |
| 6 september WK-kwalificatie № 866 «onderlinge duels» 19:00 uur |         | 48' Joe Cole 55' Joe Cole |          | Olimpic de Montjuic, Barcelona Toeschouwers: 10.300 Scheidsrechter: Cüneyt Çakır (TUR) |

|                                                                 |                     |       |                                                                     |                                                                                  |
| 10 september WK-kwalificatie № 867 «onderlinge duels» 20:00 uur | Kroatië             | 1 – 4 | Engeland                                                            | Maksimir Stadion, Zagreb Toeschouwers: 35.218 Scheidsrechter: Ľuboš Micheľ (SVK) |
| 10 september WK-kwalificatie № 867 «onderlinge duels» 20:00 uur | Mario Mandžukić 78' |       | 26' Theo Walcott 59' Theo Walcott 63' Wayne Rooney 82' Theo Walcott | Maksimir Stadion, Zagreb Toeschouwers: 35.218 Scheidsrechter: Ľuboš Micheľ (SVK) |

|                                                               | |       |                    |                                                                                  |
| 11 oktober WK-kwalificatie № 868 «onderlinge duels» 17:15 uur | Engeland                                                                                            | 5 – 1 | Kazachstan         | Wembley Stadium, Londen Toeschouwers: 89.107 Scheidsrechter: Paul Allaerts (BEL) |
| 11 oktober WK-kwalificatie № 868 «onderlinge duels» 17:15 uur | Rio Ferdinand 52' Aleksandr Kuchma 64' (e.d.) Wayne Rooney 76' Wayne Rooney 86' Jermain Defoe 90+1' |       | 68' Zhambyl Kukeev | Wembley Stadium, Londen Toeschouwers: 89.107 Scheidsrechter: Paul Allaerts (BEL) |

|                                                               |                 |       |                                                      |                                                                             |
| 15 oktober WK-kwalificatie № 869 «onderlinge duels» 19:30 uur | Wit-Rusland     | 1 – 3 | Engeland                                             | Dinamostadion, Minsk Toeschouwers: 29.600 Scheidsrechter: Terje Hauge (NOR) |
| 15 oktober WK-kwalificatie № 869 «onderlinge duels» 19:30 uur | Pavel Sitko 28' |       | 11' Steven Gerrard 50' Wayne Rooney 74' Wayne Rooney | Dinamostadion, Minsk Toeschouwers: 29.600 Scheidsrechter: Terje Hauge (NOR) |

|                                                                  |                    |       |                                  |                                                                                    |
| 19 november Vriendschappelijk № 870 «onderlinge duels» 19:45 uur | Duitsland          | 1 – 2 | Engeland                         | Olympiastadion, Berlijn Toeschouwers: 74.244 Scheidsrechter: Massimo Busacca (SUI) |
| 19 november Vriendschappelijk № 870 «onderlinge duels» 19:45 uur | Patrick Helmes 64' |       | 23' Matthew Upson 84' John Terry | Olympiastadion, Berlijn Toeschouwers: 74.244 Scheidsrechter: Massimo Busacca (SUI) |

### 2009
|                                                                  |                                       |       |          |                                                                                                   |
| 11 februari Vriendschappelijk № 871 «onderlinge duels» 22:00 uur | Spanje                                | 2 – 0 | Engeland | Estadio Ramón Sánchez Pizjuán, Sevilla Toeschouwers: 42.102 Scheidsrechter: Stéphane Lannoy (FRA) |
| 11 februari Vriendschappelijk № 871 «onderlinge duels» 22:00 uur | David Villa 36' Fernando Llorente 82' |       |          | Estadio Ramón Sánchez Pizjuán, Sevilla Toeschouwers: 42.102 Scheidsrechter: Stéphane Lannoy (FRA) |

|                                                               |                                                                       |       |           |                                                                                |
| 28 maart Vriendschappelijk № 872 «onderlinge duels» 17:15 uur | Engeland                                                              | 4 – 0 | Slowakije | Wembley Stadium, Londen Toeschouwers: 85.512 Scheidsrechter: Alain Hamer (LUX) |
| 28 maart Vriendschappelijk № 872 «onderlinge duels» 17:15 uur | Emile Heskey 7' Wayne Rooney 70' Frank Lampard 82' Wayne Rooney 90+2' |       |           | Wembley Stadium, Londen Toeschouwers: 85.512 Scheidsrechter: Alain Hamer (LUX) |

|                                                            |                                 |       |                        |                                                                                    |
| 1 april WK-kwalificatie № 873 «onderlinge duels» 20:00 uur | Engeland                        | 2 – 1 | Oekraïne               | Wembley Stadium, Londen Toeschouwers: 87.548 Scheidsrechter: Claus Bo Larsen (DEN) |
| 1 april WK-kwalificatie № 873 «onderlinge duels» 20:00 uur | Peter Crouch 29' John Terry 85' |       | 74' Andrij Sjevtsjenko | Wembley Stadium, Londen Toeschouwers: 87.548 Scheidsrechter: Claus Bo Larsen (DEN) |

|                                                           |            |                                                                               |          |                                                                                                   |
| 6 juni WK-kwalificatie № 874 «onderlinge duels» 21:00 uur | Kazachstan | 0 – 4                                                                         | Engeland | Ortalyk Tsentralnyi Stadion, Almaty Toeschouwers: 57.897 Scheidsrechter: Kristinn Jakobsson (ISL) |
| 6 juni WK-kwalificatie № 874 «onderlinge duels» 21:00 uur |            | 40' Gareth Barry 45+1' Emile Heskey 72' Wayne Rooney 77' (pen.) Frank Lampard |          | Ortalyk Tsentralnyi Stadion, Almaty Toeschouwers: 57.897 Scheidsrechter: Kristinn Jakobsson (ISL) |

|                                                            | |       |         |                                                                                |
| 10 juni WK-kwalificatie № 875 «onderlinge duels» 20:15 uur | Engeland                                                                                                | 6 – 0 | Andorra | Wembley Stadium, Londen Toeschouwers: 57.897 Scheidsrechter: Bas Nijhuis (NED) |
| 10 juni WK-kwalificatie № 875 «onderlinge duels» 20:15 uur | Wayne Rooney 4' Frank Lampard 29' Wayne Rooney 39' Jermain Defoe 73' Jermain Defoe 75' Peter Crouch 80' |       |         | Wembley Stadium, Londen Toeschouwers: 57.897 Scheidsrechter: Bas Nijhuis (NED) |

|                                                                  |                                         |       |                                     |                                                                                      |
| 12 augustus Vriendschappelijk № 876 «onderlinge duels» 20:45 uur | Nederland                               | 2 – 2 | Engeland                            | Amsterdam Arena, Amsterdam Toeschouwers: 49.000 Scheidsrechter: Nicola Rizzoli (ITA) |
| 12 augustus Vriendschappelijk № 876 «onderlinge duels» 20:45 uur | Dirk Kuijt 10' Rafael van der Vaart 37' |       | 49' Jermain Defoe 77' Jermain Defoe | Amsterdam Arena, Amsterdam Toeschouwers: 49.000 Scheidsrechter: Nicola Rizzoli (ITA) |

|                                                                  |                                            |       |                        |                                                                                   |
| 5 september Vriendschappelijk № 877 «onderlinge duels» 17:30 uur | Engeland                                   | 2 – 1 | Slovenië               | Wembley Stadium, Londen Toeschouwers: 67.232 Scheidsrechter: Jonas Eriksson (SWE) |
| 5 september Vriendschappelijk № 877 «onderlinge duels» 17:30 uur | Frank Lampard 31' (pen.) Jermain Defoe 63' |       | 84' Zlatan Ljubijankič | Wembley Stadium, Londen Toeschouwers: 67.232 Scheidsrechter: Jonas Eriksson (SWE) |

|                                                                |                                                                                                  |       |                      |                                                                                             |
| 9 september WK-kwalificatie № 878 «onderlinge duels» 20:00 uur | Engeland                                                                                         | 5 – 1 | Kroatië              | Wembley Stadium, Londen Toeschouwers: 87.319 Scheidsrechter: Alberto Undiano Mallenco (ESP) |
| 9 september WK-kwalificatie № 878 «onderlinge duels» 20:00 uur | Frank Lampard 7' (pen.) Steven Gerrard 18' Frank Lampard 59' Steven Gerrard 67' Wayne Rooney 77' |       | 73' Eduardo da Silva | Wembley Stadium, Londen Toeschouwers: 87.319 Scheidsrechter: Alberto Undiano Mallenco (ESP) |

|                                                               |                      |       |          |                                                                                        |
| 10 oktober WK-kwalificatie № 879 «onderlinge duels» 18:15 uur | Oekraïne             | 1 – 0 | Engeland | Dnipro Arena, Dnjepropetrovsk Toeschouwers: 31.000 Scheidsrechter: Damir Skomina (SLO) |
| 10 oktober WK-kwalificatie № 879 «onderlinge duels» 18:15 uur | Serhij Nazarenko 30' |       |          | Dnipro Arena, Dnjepropetrovsk Toeschouwers: 31.000 Scheidsrechter: Damir Skomina (SLO) |

|                                                               |                                                            |       |             |                                                                                    |
| 14 oktober WK-kwalificatie № 880 «onderlinge duels» 20:00 uur | Engeland                                                   | 3 – 0 | Wit-Rusland | Wembley Stadium, Londen Toeschouwers: 76.897 Scheidsrechter: Lucílio Batista (POR) |
| 14 oktober WK-kwalificatie № 880 «onderlinge duels» 20:00 uur | Peter Crouch 4' Shaun Wright-Phillips 59' Peter Crouch 75' |       |             | Wembley Stadium, Londen Toeschouwers: 76.897 Scheidsrechter: Lucílio Batista (POR) |

|                                                                  |          |            |          |                                                                                                  |
| 14 november Vriendschappelijk № 881 «onderlinge duels» 20:00 uur | Engeland | 0 – 1      | Brazilië | Khalifa International Stadium, Doha Toeschouwers: 50.000 Scheidsrechter: Abdulrahman Abdou (QAT) |
| 14 november Vriendschappelijk № 881 «onderlinge duels» 20:00 uur |          | 47' Nilmar |          | Khalifa International Stadium, Doha Toeschouwers: 50.000 Scheidsrechter: Abdulrahman Abdou (QAT) |

FA · A-internationals · Selecties · Bondscoaches · Engels vrouwenelftal · Brits olympisch elftal · Engeland -21 · Engeland -20 · Engeland -19 · Engeland -18 · Engeland -17 · Engeland -16 · Vrouwen -17
1872 – 1899 ·
1900 – 1919 ·
1920 – 1929 ·
1930 – 1939 ·
1940 – 1949 ·
1950 – 1959 ·
1960 – 1969 ·
1970 – 1979 ·
1980 – 1989 ·
1990 – 1999 ·
2000 – 2009 ·
2010 – 2019 ·
2020 − 2029
EK's: 1968 ·
1980 ·
1988 ·
1992 ·
1996 ·
2000 ·
2004 ·
2012 · 
2016 · 
2020 · 
2024
WK's: 1950 ·
1954 ·
1958 ·
1962 ·
1966 ·
1970 ·
1982 ·
1986 ·
1990 ·
1998 ·
2002 ·
2006 ·
2010 ·
2014 ·
2018 · 
2022
Albanië ·
Algerije ·
Andorra ·
Argentinië ·
Australië ·
Azerbeidzjan ·
België ·
Bosnië en Herzegovina ·
Brazilië ·
Bulgarije ·
Canada ·
Chili ·
China ·
Colombia ·
Costa Rica ·
Cyprus ·
Denemarken ·
DDR · 
Duitsland ·
Ecuador ·
Egypte ·
Estland ·
Finland ·
Frankrijk ·
Georgië ·
Ghana ·
GOS ·
Griekenland ·
Honduras ·
Hongarije ·
Ierland ·
IJsland · 
Iran ·
Israël ·
Italië ·
Ivoorkust ·
Jamaica ·
Japan ·
Joegoslavië ·
Kameroen ·
Kazachstan ·
Koeweit ·
Kosovo ·
Kroatië ·
Letland ·
Liechtenstein ·
Litouwen ·
Luxemburg ·
Maleisië ·
Malta ·
Marokko ·
Mexico ·
Moldavië ·
Montenegro ·
Nederland ·
Nieuw-Zeeland ·
Nigeria ·
Noord-Ierland ·
Noord-Macedonië ·
Noorwegen ·
Oekraïne ·
Oostenrijk ·
Panama · 
Paraguay ·
Peru · 
Polen ·
Portugal ·
Roemenië ·
Rusland ·
San Marino · 
Saoedi-Arabië ·
Schotland ·
Senegal ·
Servië ·
Servië en Montenegro · 
Slovenië ·
Slowakije ·
Sovjet-Unie ·
Spanje ·
Trinidad en Tobago ·
Tsjechië ·
Tsjecho-Slowakije ·
Tunesië ·
Turkije ·
Uruguay ·
Verenigde Staten ·
Wales ·
Wit-Rusland ·
Zuid-Afrika ·
Zuid-Korea ·
Zweden ·
Zwitserland
Algerije (2010) · 
Argentinië (1986) · 
Argentinië (1998) · 
Argentinië (2002) · 
België (1990) · 
België (2018, 1) · 
België (2018, 2) · 
Brazilië (2002) · 
Colombia (1998) ·
Colombia (2018) ·
Costa Rica (2014) ·
Denemarken (2002) ·
Denemarken (2021) · 
Duitsland (2000) ·
Duitsland (2010) ·
Duitsland (2021) ·
Ecuador (2006) ·
Egypte (1990) ·
Frankrijk (1982) ·
Frankrijk (2012) ·
Frankrijk (2022) ·
Ierland (1990) · 
IJsland (2016) ·
Italië (1990) · 
Italië (2012) · 
Italië (2014) · 
Italië (2021) · 
Kameroen (1990) · 
Koeweit (1982) · 
Kroatië (2018) ·
Kroatië (2021) · 
Marokko (1986) · 
Nederland (1990) · 
Nigeria (2002) · 
Oekraïne (2012) · 
Oekraïne (2021) ·
Panama (2018) · 
Paraguay (1986) · 
Paraguay (2006) · 
Polen (1986) · 
Portugal (1986) · 
Portugal (2000) · 
Portugal (2006) · 
Roemenië (1998) ·
Roemenië (2000) ·
Rusland (2016) ·
Schotland (2021) ·
Senegal (2022) ·
Slovenië (2010) ·
Slowakije (2016) ·
Spanje (1982) ·
Spanje (2024) ·
Trinidad en Tobago (2006) ·
Tsjechië (2021) ·
Tsjecho-Slowakije (1982) ·
Tunesië (1998) ·
Tunesië (2018) ·
Uruguay (2014) ·
Verenigde Staten (2010) ·
Wales (2016) · 
West-Duitsland (1966) ·
West-Duitsland (1982) ·
West-Duitsland (1990) ·
Zweden (2002) ·
Zweden (2006) · 
Zweden (2012)
AFC-zone: Afghanistan · Australië · Bahrein · Bangladesh · Bhutan · Brunei · Cambodja · China · Filipijnen · Guam · Hongkong · India · Indonesië · Iran · Irak · Japan · Jemen · Jordanië · Koeweit · Kirgizië · Laos · Libanon · Macau · Maleisië · Maldiven · Mongolië · Myanmar · Nepal · Noord-Korea · Oezbekistan · Oman · Oost-Timor · Pakistan · Palestina · Qatar · Saoedi-Arabië · Singapore · Sri Lanka · Syrië · Tadzjikistan · Taiwan · Thailand · Turkmenistan · Verenigde Arabische Emiraten · Vietnam · Zuid-Korea

CAF-zone: Algerije · Angola · Benin · Botswana · Burkina Faso · Burundi · Centraal-Afrikaanse Republiek · Comoren · Congo-Brazzaville · Congo-Kinshasa · Djibouti · Egypte · Equatoriaal-Guinea · Eritrea · Ethiopië · Gabon · Gambia · Ghana · Guinee · Guinee-Bissau · Ivoorkust · Kaapverdië · Kameroen · Kenia · Lesotho · Liberia · Libië · Madagaskar · Malawi · Mali  ·Mauritanië · Mauritius · Marokko · Mozambique · Namibië · Niger · Nigeria · Oeganda · Rwanda · Sao Tomé en Principe · Senegal · Seychellen · Sierra Leone · Soedan · Somalië · Swaziland · Tanzania · Togo · Tsjaad · Tunesië · Zambia · Zimbabwe · Zuid-Afrika

CONCACAF-zone: Amerikaanse Maagdeneilanden · Anguilla · Antigua en Barbuda · Aruba · Bahama's · Barbados · Belize · Bermuda · Britse Maagdeneilanden · Canada · Kaaimaneilanden · Costa Rica · Cuba · Dominica · Dominicaanse Republiek · El Salvador · Frans Guyana · Grenada · Guadeloupe · Guatemala · Guyana · Haïti · Honduras · Jamaica · Martinique · Mexico · Montserrat · 
Nicaragua · Panama · Puerto Rico · Saint Kitts en Nevis · Saint Lucia · Saint Vincent en de Grenadines · Sint Maarten · Suriname · Trinidad en Tobago · Turks- en Caicoseilanden · Verenigde Staten

CONMEBOL-zone: Argentinië · Bolivia · Brazilië · Chili · Colombia · Ecuador · Paraguay · Peru · Uruguay · Venezuela

OFC-zone: Amerikaans-Samoa · Cookeilanden · Fiji · Nieuw-Caledonië · Nieuw-Zeeland · Papoea-Nieuw-Guinea · Samoa · Salomoneilanden · Tahiti · Tonga · Vanuatu

UEFA-zone: Albanië · Andorra · Armenië · Azerbeidzjan · België · Bosnië en Herzegovina · Bulgarije · Cyprus · Denemarken · Duitsland · Engeland · Estland · Faeröer · Finland · Frankrijk · Georgië · Griekenland · Hongarije · IJsland · Ierland · Israël · Italië · Kazachstan · Kroatië · Letland · Liechtenstein · Litouwen · Luxemburg · Macedonië · Malta · Moldavië · Montenegro · Nederland · Noord-Ierland · Noorwegen · Oekraïne · Oostenrijk · Polen · Portugal · Roemenië · Rusland · San Marino · Schotland · Servië · Servië en Montenegro · Slovenië · Slowakije · Spanje · Tsjechië · Turkije · Wales · Wit-Rusland · Zweden · Zwitserland